# Río Guatiquía
Le río Guatiquía est une rivière de Colombie, qui prend sa source dans la Cordillère orientale des Andes, au Páramo de Chingaza, à 3 500 mètres d'altitude, et se jette dans le Río Humea, donc sous-affluent de l'Orénoque, par le rio Meta.

## Géographie
Depuis la municipalité de Quetame (département de Cundinamarca) où se trouve sa source, jusqu'à son confluent avec le Río Humea, dans la municipalité de Villavicencio (département de Meta (Colombie), la rivière parcourt 137 kilomètres, principalement dans un canyon long et profond, avant de déboucher dans la plaine des Llanos orientaux.
Cette rivière présente la particularité de diffluer en deux bras :
- un premier bras, qui prend le nom de Río Negrito (petite rivière noire), se jette dans le Río Meta par une jolie cascade touristique. Ce bras forme la limite entre les municipalités de Restrepo et de Villavicencio. Il reçoit le Río Humadea avant de se jeter dans le Río Meta ;
- un second bras prend le nom de Guayuriba (à ne pas confondre avec le río Guayuriba) et se jette également dans le Río Meta.

Le cours supérieur du río Guatiquía se trouve inclus dans le Parc national naturel Chingaza (Parque Nacional Natural Chingaza). En particulier, le canyon du Río Guatiquía est un site ornithologique réputé.